# Giarre-Riposto
Giarre-Riposto (wł. Stazione di Giarre-Riposto) – stacja kolejowa w Giarre, w prowincji Katania, w regionie Sycylia, we Włoszech. Stacja znajduje się na linii Mesyna – Syrakuzy. Obsługuje również pobliską gminę Riposto.
Według klasyfikacji RFI ma kategorię brązową.

## Linie kolejowe
- Linia Mesyna – Syrakuzy